# روجر شيرمان بالدوين فوستر
روجر شيرمان بالدوين فوستر (بالإنجليزية: Roger Sherman Baldwin Foster)‏ هو محامي أمريكي، ولد في 21 أبريل 1857 في ورسستر في الولايات المتحدة، وتوفي في 22 فبراير 1924 في نيويورك في الولايات المتحدة.